# 大川悠介
大川 悠介（おおかわ ゆうすけ、1989年 - ）は、NHKのアナウンサー。

## 人物
- 香川県高松市出身。香川県立高松高等学校を経て、東京大学教育学部を卒業後、2013年に入局[3]。
- 2021年4月から2023年7月までは、NHKニュースおはよう関西のキャスターを隔週で務めていた。
- 防災士の資格保有者

## 嗜好・挿話
- 地域局赴任時、高校野球関連の実況を担当した。

## 現在の担当番組
- きょうの健康（司会：2025年4月2日 - ）[4]

## 過去の担当番組
鹿児島放送局時代（2013年度 - 2016年7月）
- 土曜スタジオパーク（2013年5月25日）
- 情報WAVEかごしま（不定期）
- 鹿児島県のニュース・中継・リポート
- あさイチ（2015年3月26日）
- NHKニュースおはよう鹿児島
- ひるブラ（2016年2月24日）
- うまいッ!（2015年11月23日・2016年6月5日）

奈良放送局時代（2016年8月 - 2019年度）
- ならナビ（キャスター・2018年4月 - 2020年3月）
- なら845（不定期）
- あさイチ（2017年3月30日）
- うまいッ!（2016年12月4日）

大阪放送局時代（2020年度 - 2023年7月）
- ニュースほっと関西（二宮直輝の代理キャスター）（2020年5月12日・8月3日 - 6日・2022年8月8日 - 12日）
- ニュースウオッチ9（代理フィールドリポーター）（2022年8月29日 - 9月2日）
- NHKニュースおはよう関西（キャスター：2021年4月5日 - 2023年7月）[注釈 1]
- あさイチ （近畿地域中継リポーター：2023年4月 - 2023年7月） [5][6]
- 関西のニュース
- 上方演芸会 司会進行

東京アナウンス室時代（2023年8月 - ）
- マイあさ!（ニュースリーダー・関根太朗の代理）（2024年1月9日 - 10日、同月29日、午前10時30分・11時のラジオニュースも代行）